# A-mei
A-Mei (chino simplificado: 阿妹, chino tradicional: 阿妹, pinyin: Ā Mèi), también conocida por su nombre de nacimiento Chang Hui-mei (chino simplificado: 张惠妹, chino tradicional: 張惠妹, pinyin: Zhāng Huìmèi), es una cantante de pop y compositora taiwanesa nacida el 9 de agosto de 1972 en Taitung. También es conocida por su nombre aborigen Kulilay Amit (en chino tradicional: 古歷來 阿蜜特; Gûlìlái Āmìtè). Nació en las escarpadas montañas del este de Taiwán y es la tercera más joven de nueve hermanos. Sus álbumes han vendido más de 55 millones de copias en todo el mundo y ella posee el récord de ventas de cantantes femeninas chinas.
Su debut en el mundo de la música fue en 1996, alcanzando rápidamente un gran éxito comercial. Ella con frecuencia es llamada "la diva de la escena musical pop en mandarín", así como el "orgullo de Taiwán". Ha ganado numerosos premios y es muy popular dentro del mundo de habla mandarín.

## Discografía

### Álbumes
- 姊妹 ("Sisters" ; 1996)
- Bad Boy ("Bad Boy" ;1997)
- 妹力四射1998演唱會提前先聽版 ("A-mei Live in Concert 1998 Prelude" ; 1998)
- 牽手 ("Holding Hands" ; 1998)
- Feel A*Mei 感覺張惠妹 (EP 1998)
- 我可以抱你嗎愛人  ("Can I Hug You, Lover" ; 1999)
- 妹力新世紀 ("A*Mei New Century Collection" ; 1999)
- 歌聲妹影 ("A*Mei with Hong Kong Philharmonic Orchestra" ; 2000)
- 不顧一切 ("Regardless" ; 2000)
- 旅程 ("Journey" ; 2001)
- 真實 ("Truth" ; 2001)
- 發燒 ("Fever" ; 2002)
- 勇敢 ("Brave" ; 2003)
- 也許明天 ("Maybe Tomorrow" ; 2004)
- 我要快樂? ("I Want Happiness!? ; 2006)
- 愛的力量 10年情歌最精選 ("A Mei The Power Of Love 1996-2006" ; 2007)
- Star (EMI; 3 de agosto de 2007)
- 阿密特 AMIT ("āmìtè" is her aboriginal name; Label: Gold Typhoon; 26 de junio de 2009)
- 阿密特2 (AMIT2 2015)

### Singles
- 紅色熱情 "最愛的人傷我最深" (Duet with Chang Yu-Sheng) [1996]
- 讓心勇敢飛 "讓心勇敢飛" (All Stars) [1998]
- 給雨生的歌"聽你'聽我" (Chang Yu-Sheng, All Star Tribute Concert) [1999]
- 手牽手 "手牽手" (All Stars Hand in Hand Against SARS) [2003]
- 雨生歡禧城 "哭泣與耳語" (City of Joy - Chang Yu-Sheng, All Star Tribute Concert) [2003]
- (愛Love) 南亞賑災"We are the world"(Love For Tsunami Victims Concert)  [2005]
- 戰舞 "巴冷公主" (Duet with Biung Wang) [2006]
- "起初的愛" (Jeff Ma, All Star Tribute Concert) [2007]
- "永遠的朋友" & "Forever Friends" (Beijing Olympic) [2008]
- "快樂暢開" (Coca-cola theme song) [2010]*
- "渴了" (Coca-cola theme song) [2011]*
- "High咖" (Master Kong's Iced Red Tea in Greater China 2011 Theme Song) [2011]
- "裂痕" (RIFT Game Theme Song) [2012]
- "星火燎原" (Theme Song of Zhu Cai Zhong Guo Ren, 出彩中國人) [2014]
- "靈魂盡頭" (Tiny Times 4 Theme Song) [2015]
- "不該" (Duet with Jay Chou) [2016]
- "姊妹 2016"(Sisters 2016, Parallel Universe Version) [2016]*
- "我想帶妳回家" (Collaboration with BOXING Band and Power Station) [2016]
- "We Are One" (Collaborations with Tanya Chua, Sandy Lam, Na Ying, Elva Hsiao, Rainie Yang, Dee Hsu, A-Lin [2017]

### Sitios Oficiales
- A*mei's International Official Website
- A Mei's Blog Chinese
- EMI Taiwan
- A-mei's MySpace
- AMEI's FANS GROUP ON FACEBOOK
- BECOME A FAN OF ZHANG HUI MEI on FACEBOOK

### Otros
- AMW168: A-Mei's Lyrics, English Translation, Midis, Videos
- MTV Live  with A-mei 2004 - MTVasia
- About A-mei on Hitoradio - Hitoradio Taiwan

- Askmen.com: A-mei
- Singers/Musicians mentioned: DOMS Sonic Sanctuary Yu-sheng Chang Biung Wang
- Fusion2007.com 02/13/2007-Amei's Concert

- Datos: Q713461
- Multimedia: A-Mei / Q713461